# 우리 우크라이나
우리 우크라이나(우크라이나어: Наша Україна 나샤 우크라이나[*])은 우크라이나의 중도우파 정당이다. 2005년부터 2012년까지 집권세력이었다. 오렌지색이 상징색이다. 2012년 우크라이나 총선 이후부터는 선거에 참여하고 있지 않다.

## 역사
2001년에 창설되었으며, 2004년 '오렌지 혁명'의 성공 이후 2012년까지 국정을 이끌고 있다.

### 역대 선거결과
- 2002년 국회의원 총선-23.6%, 112석(2위)
- 2006년 국회의원 총선-13.9%, 85석(3위)
- 2007년 국회의원 총선(여론조사, 4월 24일 기준)-12.9%, 76석(3위)

## 주요 연립정당
2007년 5월 기준, 이 정파는 7개 정당의 선거연합체이다.
- '국민의 연합, 우리 우크라이나' (Narodnyi Soyuz Nasha Ukrayina)-중심정당.
- '우크라이나 산업주의자와 자본가당' (Partiya Promislovtsiv i Pidpryjemtsiv Ukrayiny)
- '우크라이나 국민운동' (Narodniy Rukh Ukrayiny)
- '우크라이나 기독민주연합' (Khristiyans'ko-Demokratichnyj Soyuz)
- '우크라이나 공화당' (Ukrayins'ka Respublikanska Partiya Sobor)
- '우크라이나 민족주의자당' (Kongress Ukrayinskych Natsionalistiv)
- '지금입니다!' (ПОРА!)